# 劉作籌
劉作籌，MBE（1911年—1993年），字君量，一作均量，祖籍潮州龍湖。商人、銀行家及中國書畫鑑藏家，以「虛白齋」為書齋名稱收藏中國書畫。

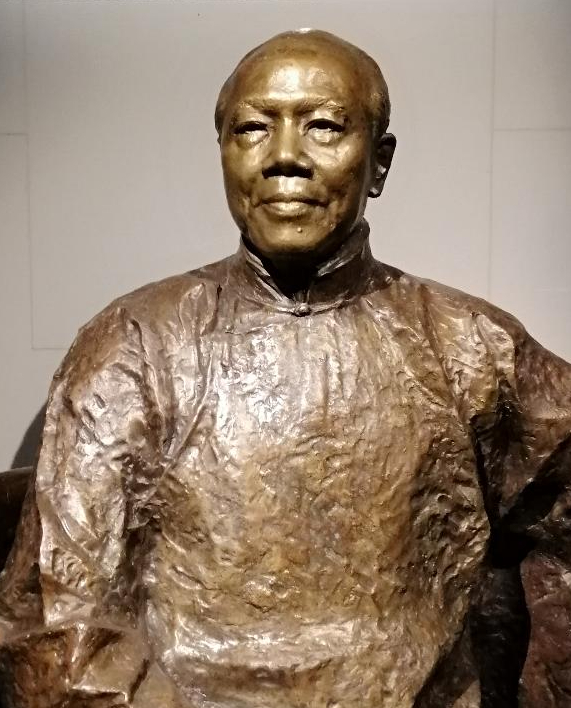
劉作籌銅像 （香港藝術館 - 虛白齋藏中國書畫館）

## 生平
出生於中國廣東潮安縣，幼年曾於故鄉龍湖市的小學修業一年，於九歲時隨母至新加坡與父團聚，端蒙學校小學畢業後赴上海接受教育，1936年畢業於國立暨南大學經濟系，隨後回新加坡從商，助父掌理家族業務。二次大戰後，他受新加坡四海通銀行之聘，於1949年赴香港出任分行經理一職，直至1986年退休，仍留居香港。於1993年回新加坡掃墓期間仙遊。
劉父劉正興酷嗜收藏文物，常興友好在家中品評討論書畫文玩。由於耳濡目染，劉作籌自小受傳統中國文化薰陶，對詩文書畫藝術產生濃厚興趣。1926至1936年在上海求學年間，跟隨花鳥畫家謝公展（1885-1940）及山水畫家黃賓虹（1865-1955）習畫。經黃氏循循善誘，使他建立了對書畫鑑別的知識。

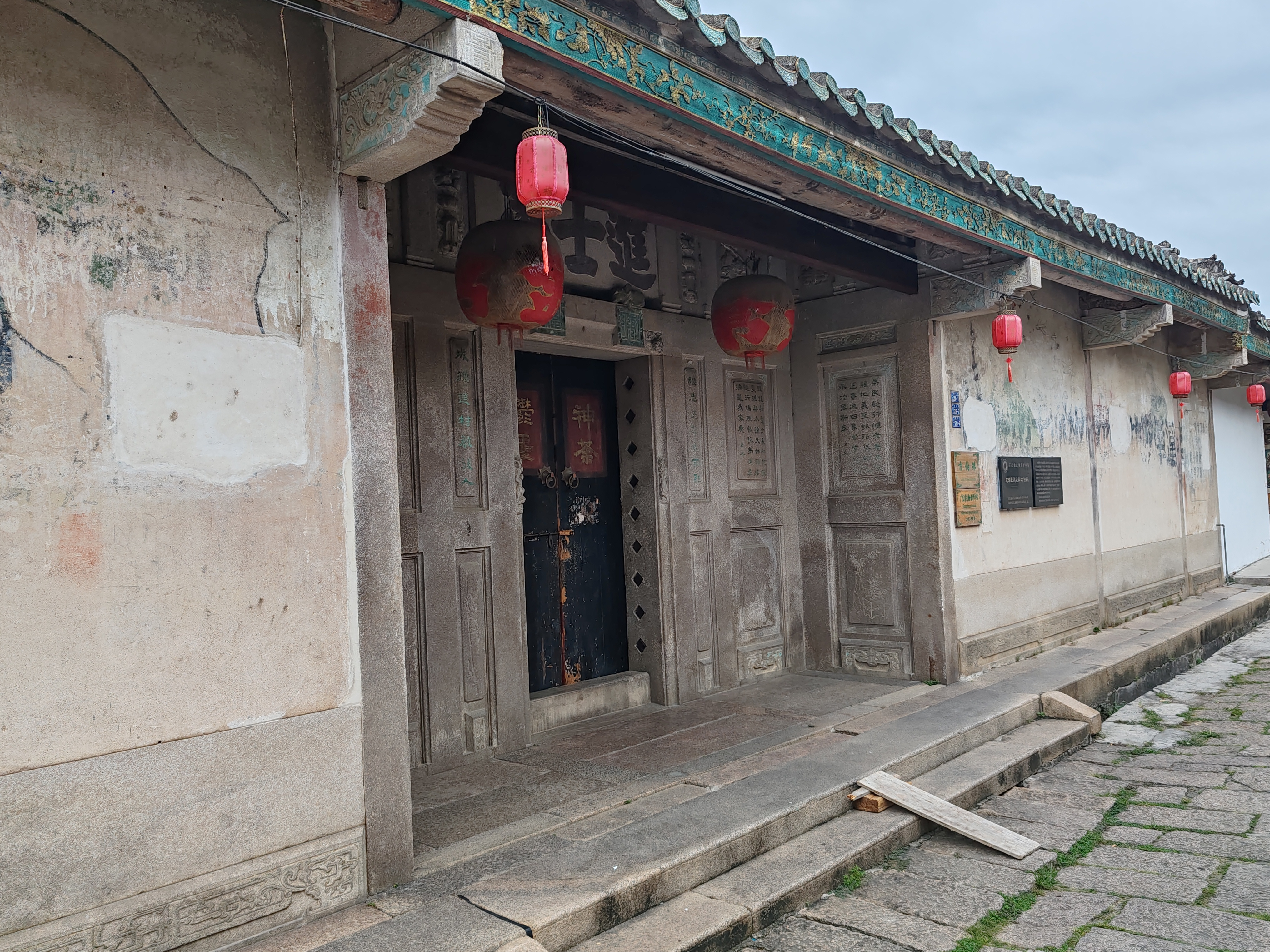
劉作籌位於龍湖古寨的家族祖屋「方伯第」(拍攝於2024年10月25日) 。
這裡原是明嘉靖二十年（1541年）劉子興考取進士後修建的「進士第」，後有一段時間荒廢，至1923年，裔孫劉正興從新加坡返鄉，重新復修及增建，他花四年時間增建相連成現今樣式，「方伯第」的大門門額為「進士第」，二門門額為「方伯第」，因劉子興職授廣西布政，在明朝的建制，布政為一省最大的行政長官，相等於封建制度五爵中的伯爵，故稱「方伯第」，「方伯」意為「一方之伯侯」。

## 虛白齋藏中國書畫

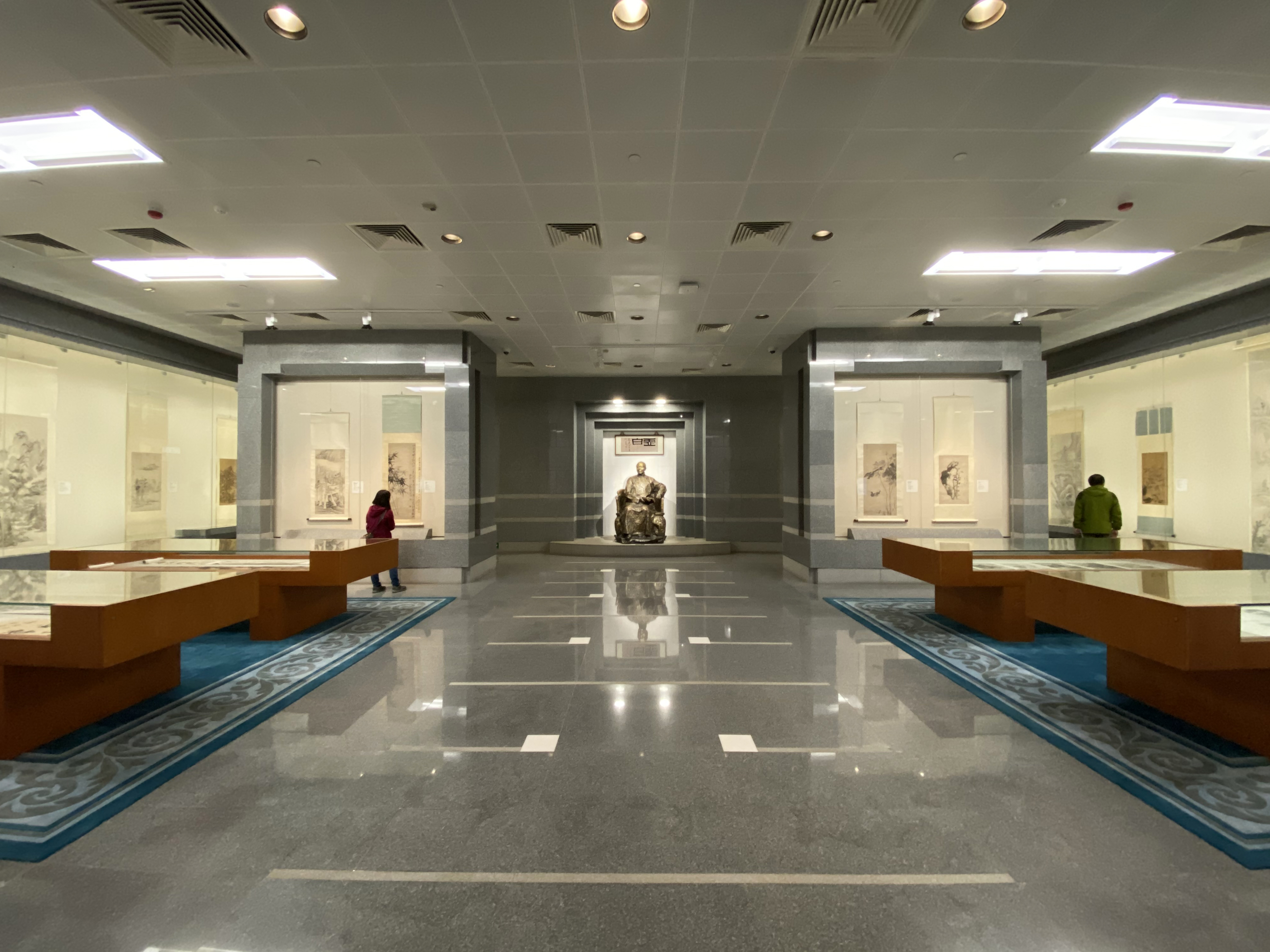
香港藝術館 - 虛白齋藏中國書畫館

「虛白齋」是香港三大中國書畫私人收藏之一（其餘兩大收藏是「至樂樓」及「北山堂」）。劉作籌稱齋名由來是因為藏品中有清代書法家伊秉綬（1754-1815）隸書題額「虛白」一幀，劉氏取其「虛室生白」、心境清靜之意，名其室為「虛白齋」，而收藏亦曰「虛白齋藏中國書畫」。
二次大戰期間，劉氏家族所藏文物於盟軍空襲時燬於一旦。1949年，劉作籌到港工作，看見大批中國古文物因內地政治動盪而流落香港，且不斷流散海外。為使這些國寶留存海內，他開始有系統地大力蒐藏；經年累月，漸漸建立了一個重要且享負盛譽的中國書畫珍藏。
1989年，劉作籌慷慨無私地將其收藏捐贈予香港藝術館，冀能將之公諸同好，發揮其於藝術鑑賞及美學教育上的最佳作用。這批書畫珍品涵蓋5世紀之六朝至20世紀的作品，其中明、清二朝之主要流派，如「吳門畫派」、「松江畫派」、「四僧」、「正統畫派」和「揚州八怪」等大家的傑作尤為齊備。除此之外，亦包括20世紀大師如吳昌碩（1844-1927）、齊白石（1864-1957）、黃賓虹（1865-1955）及徐悲鴻（1895-1953）等人的傑作。1992年，香港藝術館設立永久的「虛白齋藏中國書畫館」，長期展出虛白齋書畫藏品，並舉辦各種學術及教育活動，讓市民大衆能欣賞並分享這批精品。到1992年，虛白齋藏中國書畫館建成。
劉作籌之所以鍾情於明清交替時期的畫作，他自己有這樣的解說：「此百餘年間，人才飆舉雲興，書畫爭奇競秀，心寫意造，妙極自然，是為中國藝術之又一高峰。」可見其慧眼之卓識，同時亦道出了這批書畫的歷史和藝術價值。

## 軼事
- 劉作籌出名愛畫如命，1945年，美軍對日軍進行空襲，所投下的燃燒彈剛好炸中了劉作籌位於新加坡的房屋，大火把他的收藏毀於一旦。當家裏人都在慌亂逃生時，劉作籌手裏緊緊抱著一個長木盒從大火中逃出。手中木盒藏的不是金銀財寶，而是他心愛的石濤傑作《長干風塔圖》。
- 另一則有關劉氏愛畫如命的事件，清初畫家王翬與惲壽平兩人是好友，二人聯袂創作了《山水花卉冊》，此畫冊後被「虛白齋」收藏。1979年時，劉作籌帶著冊頁由九龍往港島，在紅隧九龍入口處遇到嚴重車禍，他更被拋出車外，頭破血流。但命懸一線之時，他雙手仍緊抱畫冊。看見作品無損，他才在眾人的驚呼聲中被送往醫院搶救。
- 劉作籌不喜歡高價追畫，因為賣家往往會藉機開出一個極不合理的高昂價格，但也有例外的情況。他在廿歲時就得知石濤有《宋元吟韻冊》存世，而且曾見過彩色版印刷本。於1949年到香港工作後便四處打探，但當時賣家叫出一萬元的高價，所以他沒有購藏。廿年後他得悉有一位美國人欲購此作，他怕妙品一去不復回，最終搶先一步以十萬元買入心頭好。當時一至兩萬元在香港足以購得一個住宅單位，可見劉氏對中國書畫珍品之愛，寧花重金亦不想珍品外流。[5]
- 1989年，在捐贈藏品予香港藝術館之前，曾有台灣商人希望劉作籌在眾多藏品中選取少許轉讓，價格可以任開。但劉作籌絲毫沒有心動，因為他要力保即將捐獻的藏品完整無缺。
- 香港作家蔡瀾父親蔡文玄是劉作籌的好友，蔡瀾稱自己對書法、字畫的鑑別，大部分是由劉氏所授，當時還介紹他拜書法家馮康侯為師學篆刻。[6]